# Thor Henning
Thor Henning (Stoccolma, 13 settembre 1894 – Stoccolma, 7 ottobre 1967) è stato un nuotatore svedese, specializzato nella rana e nello stile libero.

## Palmarès
- Giochi olimpici

Stoccolma 1912: argento nei 400 metri rana.
Anversa 1920: argento nei 200 metri rana, argento nei 400 metri rana.
Parigi 1924: bronzo nella staffetta 4x200 metri stile libero.